# 帝京学园短期大学
帝京学园短期大学（日语：／ Teikyō Gakuen Tanki Daigaku *）是一所位于日本山梨县北杜市小渊泽町的私立短期大学。

## 概要

### 简介
- 短期大学为于1967年开办[1][2]、由学校法人冲永学园经营。为男女同校[3]从1990年。

### 历史
- 1967年 山梨帝京短期大学成立并同时设置一个学科即保育科[2]。
- 1989年 改校名为帝京学園短期大学[2]。
- 1990年 开始招收男学生。

### 宪章
- 请参看帝京学园短期大学的标志 （页面存档备份，存于） （日語） 2014年5月17日阅览。

## 学校环境
- 校区：在山梨县北杜市小渊泽町

## 历任校长
- 冲永沆：第一代短期大学校长[2]
- 冲永荘八：现在短期大学校长[4]

## 组织

### 学科
- 保育科

### 专科
| - 没有 |

### 业余课程
| - 没有 |

### 附属学校
- 幼儿园[2]

### 附属机关
| - 图书馆 |

## 相关链接
- 日本短期大学列表
- 帝京短期大学
- 帝京大学短期大学
- 爱媛帝京短期大学：已於1972年停办
- 帝京大学福冈短期大学：已于1972年停办
- 帝京平成护理短期大学